# Arma 2
Arma 2 (nazwa stylizowana na ArmA II) – gra komputerowa z gatunku strzelanek pierwszoosobowych będąca kontynuacją wojskowego symulatora Arma: Armed Assault, wyprodukowana przez czeskie studio Bohemia Interactive Studio i wydana w 2009 roku na platformę Microsoft Windows.
W Arma 2 gracz wciela się w sierżanta marines Matta Coopera, który zostaje wysłany na misję ekspedycyjną do fikcyjnego państwa Czarnoruś, leżącego na Kaukazie. Czarnoruś jest ogranięta konfliktem zbrojnym między prozachodnim rządem a komunistycznym Czarnoruskim Ruchem Czerwonej Gwiazdy. Konflikt obu sił zbrojnych stanowi transpozycję wojny w Osetii Południowej z 2008 roku.
Rozgrywka w Arma 2 opiera się na przemieszczaniu się po rozległych mapach ogarniętych konfliktem zbrojnym i uczestnictwie w walce, która odznacza się wysokim poziomem realizmu. Stąd gra Bohemii Interactive stanowi taktyczną odmianę shooterów. Rola gracza, dowodzącego wprawdzie niewielkim pododdziałem, jest marginalizowana w odwzorowanych na wielką skalę działaniach wojennych. Jednym z elementów gry wykraczających poza walkę jest możliwość rozmowy z postaciami niezależnymi, wzorowana na grach fabularnych.
Arma 2 została pozytywnie przyjęta przez krytyków, którzy docenili wysokiej jakości oprawę audiowizualną oraz dobrze opowiedzianą historię. Przedmiotem krytyki z ich strony było jednak nieudolne zachowanie sztucznej inteligencji. Czeska produkcja doczekała się dodatku pod tytułem Operation Arrowhead, który przenosi akcję do Takistanu, fikcyjnego kraju na Bliskim Wschodzie oraz trzech mniejszych rozszerzeń: British Armed Forces, Private Military Company oraz Army of the Czech Republic, które wydane zostały w 2010 roku. W kwietniu 2012 roku Bohemia wydała modyfikację do Arma II pod tytułem DayZ, będącą połączeniem strzelanki i survival horroru. W produkcji jest również jej pełna wersja pod tym samym tytułem.